# Бабарыкинский
Бабарыкинский — посёлок в Верхнеуральском районе Челябинской области России. Входит в состав Спасского сельского поселения.

## География
Расположен в юго-восточной части района, на берегу озера Лебяжьего, у границы с Агаповским райном. Расстояние до районного центра города Верхнеуральска 50 км.

## История
Поселок основан на отводе казенной земли Магнитной станицы в 1860 году. Назван в честь наказного атамана К. Н. Боборыкина. Первопоселенцами стали казаки Верхнекизильского редута.
В 1930 году организован колхоз имени Ленина.

## Население
| 2002 | 2010 |
| ---- | ---- |
| 517  | ↘453 |

(в 1873 — 108, в 1896 — 210, в 1900 — 391, в 1926 — 678, в 1970 — 426, в 1983 — 455, в 1995 — 494)

## Улицы
- Зелёная,
- Механизаторов,
- Молодёжная,
- Новая.
- Октябрьская,
- Прибрежная,
- Пролетарская,
- Российская,
- Советская,
- Совхозная,
- Труда,
- Школьная.

## Инфраструктура
- Фельдшерско-акушерский пункт,
- средняя школа,
- детский сад.